# Vincristin
Vincristin ist ein Alkaloid aus der Rosafarbenen Catharanthe (Catharanthus roseus, frühere Bezeichnung Vinca rosea). Es gehört zu den halbsynthetischen Vincaalkaloiden. Vincristin ist ein Zytostatikum, das als Mitosehemmer ergänzend oder abwechselnd mit anderen Zytostatika in der Chemotherapie zur Behandlung von Krebs eingesetzt wird. Eine ausschließliche Behandlung mit Vincristin ist nicht üblich.
Vincaalkaloide binden an das Protein Tubulin und hemmen so die Ausbildung von Mikrotubuli. Mikrotubuli sorgen bei der Zellteilung in der Metaphase (M-Phase) dafür, dass die jeweiligen Chromosomenpaare der neu entstandenen Zellen auseinandergezogen werden. Dadurch verhindern Vincaalkaloide die Verteilung der Chromosomen auf die Tochterzellen bei der Zellteilung und sorgen so für den Zelltod. Dadurch beeinflussen sie besonders die sich schnell teilenden Zellen in Tumoren.
Auch die DNA/RNA-Synthese wird durch Vincaalkaloide gestört.
Unerwünschte Nebenwirkung: Polyneuropathie

## Analytik
Zur zuverlässigen qualitativen und quantitativen Bestimmung von Vincristin eignet sich nach angemessener Probenvorbereitung die Kopplung der HPLC mit der Massenspektrometrie.

## Handelsnamen
Monopräparate

Cellcristin (D), Oncovin (A, CH), diverse Generika (D, A, CH)